# پابلو پالارس
پابلو پالارس (انگلیسی: Pablo Pallarés؛ زادهٔ ۱۲ ژانویهٔ ۱۹۸۷) بازیکن فوتبال اهل اسپانیا است.
از باشگاه‌هایی که در آن بازی کرده‌است می‌توان به باشگاه فوتبال اوئسکا و باشگاه فوتبال آلمریا اشاره کرد.